# 가고시마만

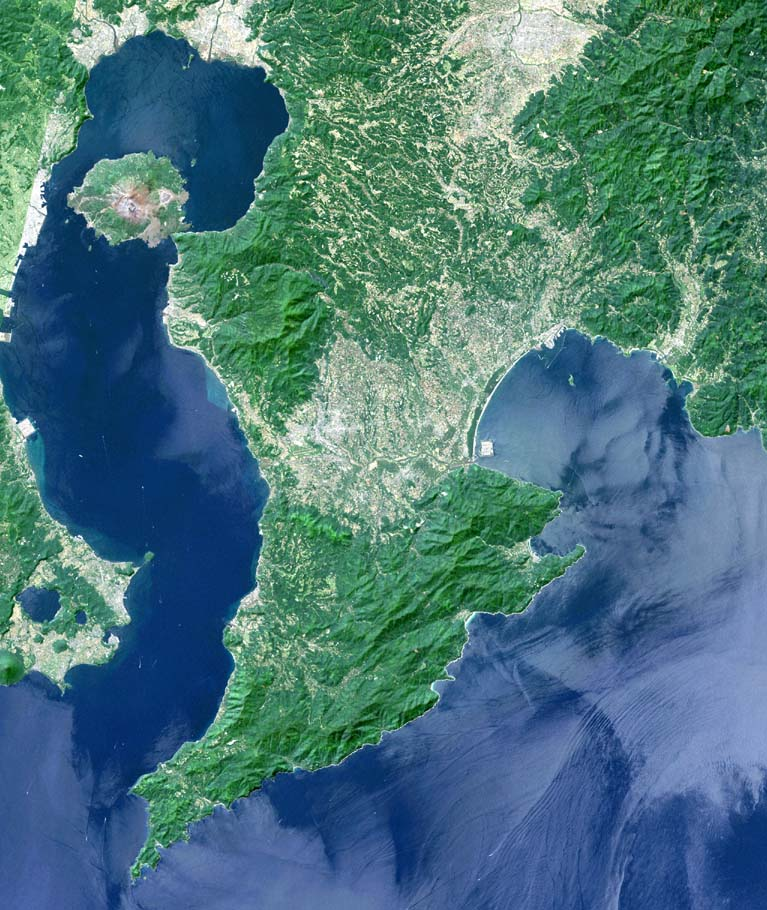
가고시마만(왼쪽)

가고시마만(일본어: 鹿児島湾 かごしまわん[*])은 가고시마현의 사쓰마반도와 오스미반도 사이에 위치한 만이다. 긴코만(일본어: 錦江湾 きんこうわん[*])이라고도 한다. 활화산인 사쿠라지마산이 위치해 있다. 사쿠라지마는 옛날에 가고시마만에 위치한 섬이었지만, 1914년의 분화에 의해서 사쿠라지마섬과 오스미반도가 연결되었고, 만의 형상 및 해류를 크게 바꾸었다.

## 같이 보기
- 기리시마야쿠 국립공원